# Friedrich Kalkbrenner
Pour les articles homonymes, voir Kalkbrenner.
Friedrich Wilhelm Kalkbrenner ou Frédéric Kalkbrenner, né le 7 novembre 1785 en Prusse et mort le 10 juin 1849 à Enghien-les-Bains (Seine-et-Oise), est un compositeur et pianiste allemand naturalisé Français vers 1826.

## Biographie
Fils du musicien Christian Kalkbrenner, il serait né dans une voiture hippomobile entre le 2 et le 8 novembre 1785, alors que sa mère faisait route de Cassel à Berlin (sa mère n'est pas connue et la naissance n'a pas été enregistrée selon les formes habituelles).
Il reçoit de son père sa formation initiale ; en 1801, il entre au Conservatoire de Vienne. Là, Joseph Haydn le présente à Albrechtsberger, avec qui, à partir de 1803, il étudie le contrepoint.
Il fait ensuite des études au Conservatoire de Paris (en particulier dans la classe de Jean-Louis Adam), où il obtient un premier prix d'harmonie et un second prix de piano (premier prix à Pierre Zimmerman).
Il fait ensuite une carrière internationale de concertiste et de pédagogue (Londres, Vienne).
Kalkbrenner et Johann Nepomuk Hummel jouent ensemble des duos pianistiques et passent leur temps libre avec Beethoven et Muzio Clementi. Ce dernier ayant fortement impressionné Kalkbrenner, il demeurera un indéfectible partisan de ses méthodes.
Kalkbrenner s'installe définitivement à Paris en 1826 et obtient d'être naturalisé Français. Il devient l'associé de Camille Pleyel dans le cadre de la société Pleyel. En 1831, il rencontre Frédéric Chopin, récemment arrivé à Paris. Chopin écrit : « Il est le seul [pianiste] dont je ne suis pas digne de délacer les souliers. »
Kalkbrenner propose de donner à Chopin une formation sur trois ans, mais, sur le conseil de son ancien professeur Józef Elsner, Chopin décline. Il a cependant pris quelques cours auprès de Kalkbrenner et lui a dédié son Concerto en mi mineur. Kalkbrenner introduit Chopin auprès de Camille Pleyel, qui jouera un rôle notable dans la carrière du compositeur polonais.
Il est inhumé au cimetière de Montmartre 25e division avec son épouse, Marie d'Estaing, inhumée le 22 décembre 1852.

## Œuvres
- Concerto pour piano et orchestre no 1 en ré mineur, op. 61 (1823)
- Concerto pour piano et orchestre no 2 en mi mineur, op. 85 (1826)
- Concerto pour piano et orchestre no 3 en la mineur, op. 107 (1829)
- Concerto pour piano et orchestre no 4 en la bémol majeur, op. 127 (1835)
- Adagio ed Allegro di bravura pour piano et orchestre, op. 102 (1830)
- Le rêve pour piano et orchestre, op. 113
- Sonate pour piano en sol mineur, op. 13 (1813)
- Grande Sonate pour piano en fa majeur, op. 28 (1819)
- Grande Sonate brillante pour piano en la dièse majeur, op. 177 (1845)
- Grand Trio no 1 pour piano, violon et violoncelle en mi mineur, op. 7
- Grand Trio no 2 pour piano, violon et violoncelle en la dièse majeur, op. 14
- Trio no 3 pour piano, violon et basse en si majeur, op. 26
- Trio no 4 pour piano, violon et violoncelle en ré majeur, op. 84
- Grand Trio no 5 pour piano, violon et violoncelle en la dièse majeur, op. 149 (1841)
- Grand Quintette pour piano, clarinette, cor, violoncelle et contrebasse en la mineur, op. 81 (1826)
- Grand Sextuor pour piano, deux violons, alto, violoncelle et contrebasse en sol majeur, op. 58 (1821)
- Grand Septuor pour piano, hautbois, clarinette, cor, basson, violoncelle et contrebasse en la majeur, op. 132 (1835)
- Fantaisie pour piano sur un air écossais We're A' Noddin, op. 60 (1823)
- Les Charmes de la valse pour piano, op. 73 (1825)
- Polonaise brillante en si bémol majeur, op. 55 (1825)
- Introduction et Rondino pour piano sur Ahi! povero Calpigi de l'opéra Tarare, op. 78 de Salieri
- Douze Études préparatoires pour piano, op. 126 (1835)
- Vingt-cinq Grandes Études de style et de perfectionnement pour piano, op. 143 (1839).

## Discographie
- Concertos pour piano et orchestre no 1, op. 61 et no 4, op. 127 : Howard Shelley (piano et direction d'orchestre) et le Tasmanian Symphony Orchestra, CD Hyperion 2006 (Collection Le Concerto romantique pour piano, vol. 41)
- Concertos pour piano et orchestre no 2, op. 85 et no 3, op. 107 ; Adagio ed Allegro di bravura pour piano et orchestre, op. 102 : Howard Shelley (piano et direction d'orchestre) et Tasmanian Symphony Orchestra, CD Hyperion 2012 (Collection Le Concerto romantique pour piano, vol. 56)
- Sextuor avec piano, op. 58 ; Septuor avec piano, op. 132 et Fantaisie pour piano sur un air écossais We're A' Noddin, op. 60 : Linos Ensemble, CD CPO 2014
- Le Rêve, op. 113 (+ Clara Schumann ; Ferdinand Hiller et Henri Herz) : Howard Shelley (piano et direction d'orchestre) - Tasmanian Symphony Orchestra, CD Hyperion 2019 (Collection Le Concerto romantique pour piano, vol. 78).